# Palacete dos Artistas
Palacete dos Artistas é uma prédio/instituição destinada a acolher artistas aposentados e que passam por dificuldades financeiras ou não possuam moradias.
Localizada no centro da cidade de São Paulo, próximo à esquina mais famosa da cidade, a das avenidas Ipiranga e São João (referência a música "Sampa", de Caetano Veloso), o palaceta é um prédio histórico e possui 50 apartamentos de pequenas dimensões, alem de área médica com enfermagem, fisioterapia e odontologia, áreas de lazer, salão de festas, salas multiuso, horta, refeitório e lavanderia comunitários.
Os primeiros artistas a ocupar apartamentos no palacete foram: Sebastião Apolônio (diretor de teatro), Roberto Luna e Raimundo José (cantores) e Vic Militello (atriz), entre outros.

## Predio Histórico
Construído em 1910 e inaugurado em 1920 por Antonio Borges Caldeira, foi batizado de Palacete Antonio Caldeira para ser um prédio residencial e em 1930 o conde Rodolpho Crespi comprou o imóvel e rebatizou de Palacete Santa Cruz.
Na década de 1950 o imóvel é reformado para transformar-se em um hotel, inicialmente com o nome de Palacete Cinelândia e logo depois de Hotel Cineasta.
Em 2001 o Hotel Cineasta fecha as portas e o imóvel fica por 10 anos abandonado, quando em 2011 é invadido pelo Movimento Nacional de Luta pela Moradia. Em 2012 os invasores são retirados  e o palacete entra para o Programa Renova Centro, da prefeitura de São Paulo, sendo reformado e transformado no Palacete dos Artistas.